# Стреловидность крыла

Стреловидность

Стреловидность крыла — угол отклонения крыла от нормали к оси симметрии самолёта в проекции на базовую плоскость самолета. При этом положительным считается направление к хвосту. 
Существует стреловидность по передней кромке крыла (как правило используется в сверхзвуковой аэродинамике), по задней кромке и по линии четверти хорд. Последняя является наиболее важной с точки зрения устойчивости и управляемости летательного аппарата.
Основным достоинством прямого (или с малой стреловидностью) крыла является его высокий коэффициент подъёмной силы. Недостатком, предопределяющим непригодность такого крыла при трансзвуковых и сверхзвуковых скоростях полёта, является резкое увеличение коэффициента лобового сопротивления при превышении критического значения числа Маха. Поэтому прямое крыло не может применяться на самолётах с высокими скоростями полёта. В то же время стреловидное крыло обладает рядом недостатков, в числе которых пониженная несущая способность и ухудшение устойчивости и управляемости летательного аппарата.